# Die erfundene Wirklichkeit
Die erfundene Wirklichkeit  (Untertitel: Wie wissen wir, was wir zu wissen glauben? Beiträge zum Konstruktivismus) ist eine Sammlung von Aufsätzen, die der österreichische Psychologe Paul Watzlawick 1981 herausgab.
Der im Untertitel erwähnte Konstruktivismus handelt davon, dass jede Wirklichkeit die Konstruktion derer sei, die diese Wirklichkeit zu entdecken wähnen, wobei sie sich dessen nicht bewusst seien.

## Inhalt
Das Buch handelt von der Frage nach der Wirklichkeit und wie wir sie „konstruieren“. Zu dieser Problematik stellen neun namhafte Wissenschaftler aus so verschiedenen Gebieten wie Psychiatrie, Philosophie, Mathematik und Neurophysiologie  Fragen, wie wir wissen, was wir wissen. Dabei beschreiben sie die Rolle selbsterfüllender Prophezeiungen und idealistischer Annahmen beim Erschaffen der Wirklichkeit.
- Einleitung
  - Ernst von Glasersfeld: Einführung in den radikalen Konstruktivismus
  - Heinz von Foerster: Das Konstruieren einer Wirklichkeit
- Wirkung oder Ursache?
  - Rupert Riedl: Die Folgen des Ursachendenkens
  - Paul Watzlawick: Selbsterfüllende Prophezeiungen
  - David L. Rosenhan: Gesund in kranker Umgebung
  - Rolf Breuer: Rückbezüglichkeit in der Literatur
- Die unvollkommene Vollkommenheit
  - Jon Elster: Aktive und passive Negation
  - Paul Watzlawick: Bausteine ideologischer „Wirklichkeiten“
- Die Fliege und das Fliegenglas
  - Gabriel Stolzenberg: Kann die Untersuchung der Grundlagen der Mathematik uns etwas über das Denken verraten?
  - Francisco Varela: Der kreative Zirkel

## Rezeption
Die hier enthaltenen Aufsätze haben vielfach Eingang in verschiedene Bereiche der wissenschaftlichen Literatur gefunden, so z. B. in Frederick Kanfers Werk Selbstmanagement-Therapie (1991), Heiko Kleves Buch Konstruktivismus und Soziale Arbeit (1996), Wolfgang Einsiedlers Handbuch Grundschulpädagogik und Grundschuldidaktik (2001) oder auch in Jürg Willis Buch Wendepunkte im Lebenslauf (2007), wobei es bezüglich der Anwendung dieser Theorien in der Pädagogik durchaus auch kritische Stimmen gibt. Christine Kaufmann zählte den Sammelband zu den grundlegenden Werken für ihr Staatsrechtsseminar (2009) an der Universität Zürich. 
Der Hessische Rundfunk sendete im Dezember 2007 in seiner Reihe Wissenswert einen Beitrag zum Thema Selffulfilling Prophecy, in dem mehrmals aus Watzlawicks Buch zitiert wurde.
Die in diesem Werk präsentierten Grundlagen des Konstruktivismus sind nicht in allen Disziplinen gleich gut verankert. Bernhard Pörksen wiederum äußert sich über Watzlawicks Beitrag zum Konstruktivismus in einem ergänzenden Artikel zu Jan V. Wirths Publikation Lexikon des systemischen Arbeitens (2012, mit Heiko Kleve) dahingehend, dass „die Phase der großen, paradigmatischen Debatten, die einst die systemische Welt elektrisierten, [...] längst einer pragmatischen Praxisorientierung gewichen“ sei.

## Ausgaben
- Paul Watzlawick: Die erfundene Wirklichkeit. Piper, München 1983, ISBN 3-492-20373-6.

Neben den vielen Auflagen, die bislang auf Deutsch erschienen sind, wurde das Buch in den Folgejahren in mehrere Fremdsprachen übersetzt: 
- Paul Watzlawick (Ed.): The Invented Reality. Norton, New York & London 1984.
- Paul Watzlawick (Ed.): La realtà inventata. Feltrinelli, Mailand 1988.
- Paul Watzlawick (Ed.): L'invention de la réalité. Editions du Seuil, Paris 1988.
- Paul Watzlawick (Ed.): La Realidad inventada. Gedichte, Barcelona 1989.